# کلر گریت
کلر گریت (انگلیسی: Clare Greet; زاده ۱۴ ژوئن ۱۸۷۱ – درگذشته ۱۴ فوریهٔ ۱۹۳۹) یک هنرپیشه اهل انگلستان بود.

## فیلم‌شناسی
- آدم‌های مزخرف (۱۹۲۱)
- شماره ۱۳ (۱۹۲۲)
- Three Live Ghosts (۱۹۲۲)
- کشاورزی از تگزاس (۱۹۲۵)
- رینگ (۱۹۲۷)
- The Rising Generation (۱۹۲۸)
- اهل جزیره من (۱۹۲۹)
- قتل! (۱۹۳۰)
- Many Waters (۱۹۳۱)
- تا سه نشه بازی نشه (۱۹۳۱)
- Alibi (۱۹۳۱)
- White Face (۱۹۳۲)
- Lord Camber's Ladies (۱۹۳۲)
- نشانه چهار (۱۹۳۲)
- Lord Babs (۱۹۳۲)
- Channel Crossing (۱۹۳۳)
- Mrs. Dane's Defence (۱۹۳۳)
- The Pointing Finger (۱۹۳۳)
- مردی که زیاد می‌دانست (۱۹۳۴)
- دوست کوچک (۱۹۳۴)
- Emil and the Detectives (۱۹۳۵)
- خرابکاری (۱۹۳۶)
- Maria Marten (۱۹۳۶)
- عقاب سلطنتی (۱۹۳۶)
- St. Martin's Lane (۱۹۳۸)
- مسافرخانه جامائیکا (۱۹۳۹)